# 1507
1507 (MDVII) je bilo navadno leto, ki se je po julijanskem koledarju začelo na petek.

## Dogodki
- 1. januar

## Rojstva
- - Mikyö Dorje, tibetanski budistični učitelj († 1554)

## Smrti
- 29. julij - Martin Behaim, nemško portugalski popotnik, pomorščak, geograf, kartograf, kozmograf (* 1459)